# Giovanni di Bartolomeo Cristiani

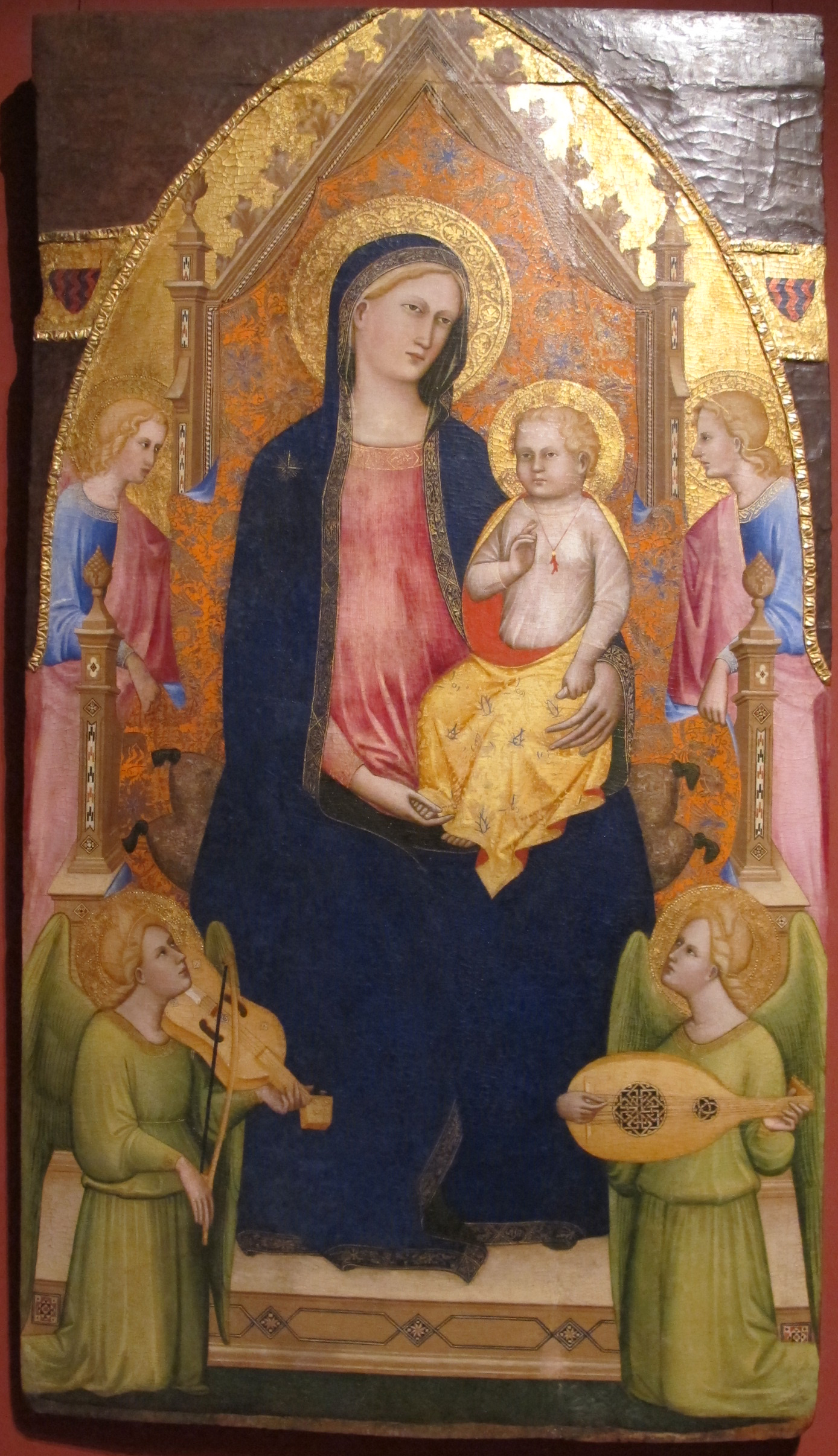
Maestà, Museo Pushkin, Mosca

Giovanni di Bartolomeo Cristiani (Pistoia, 1340 circa – 1398 circa) è stato un pittore italiano attivo nel XIV secolo a Pistoia.

## Biografia
Nativo probabilmente di Pistoia, dove collaborò con gli artisti di scuola fiorentina Giovanni del Biondo, Jacopo di Cione, Nardo di Cione e altri pittori toscani.
Gli sono attribuite varie opere, tra le quali possono essere ricordate a Pistoia la pala datata 1370 di San Giovanni Battista e sue storie conservata nella chiesa di San Giovanni Fuorcivitas, un San Cristoforo nella chiesa di San Lorenzo, le Storie dei santi Antonio e Ludovico nella chiesa di San Francesco, e un affresco raffigurante la Vergine annunziata e l'Angelo conservato nell'oratorio dei Rossi della chiesa della Santissima Annunziata datato 1396.
A Firenze Giovanni di Bartolomeo Cristiani dipinse la pala della Madonna in trono col Bambino e santi, conservata nella chiesa di Sant'Ambrogio di Firenze, nella chiesa di San Michele di Crèspina è conservata una tavola raffigurante la Madonna col Bambino e angeli musicanti.
Mentre il polittico della Madonna col Bambino e santi oggi si trova diviso fra tre musei. I Santi Romualdo e Andrea Apostolo si trovano al museo Ermitage di San Pietroburgo, la Madonna col Bambino e angeli al Puškin di Mosca, e i Santi Domenico e Bartolomeo al Museo Bandini di Fiesole.